# Liste der Olympiasieger im Skateboard
Die Liste der Olympiasieger im Skateboard listet alle Sieger sowie die Zweit- und Drittplatzierten bei Olympischen Sommerspielen im Skateboard seit der Wettkampfpremiere 2020 auf, gegliedert nach Männern und Frauen.

## Männer

### Park
| Olympia | Gold          | Silber       | Bronze       |
| ------- | ------------- | ------------ | ------------ |
| 2020    | Keegan Palmer | Pedro Barros | Cory Juneau  |
| 2024    | Keegan Palmer | Tom Schaar   | Augusto Akio |

### Street
| Olympia | Gold          | Silber         | Bronze       |
| ------- | ------------- | -------------- | ------------ |
| 2020    | Yūto Horigome | Kelvin Hoefler | Jagger Eaton |
| 2024    | Yūto Horigome | Jagger Eaton   | Nyjah Huston |

## Frauen

### Park
| Olympia | Gold            | Silber        | Bronze    |
| ------- | --------------- | ------------- | --------- |
| 2020    | Sakura Yosozumi | Kokona Hiraki | Sky Brown |
| 2024    | Arisa Trew      | Kokona Hiraki | Sky Brown |

### Street
| Olympia | Gold           | Silber      | Bronze        |
| ------- | -------------- | ----------- | ------------- |
| 2020    | Momiji Nishiya | Rayssa Leal | Funa Nakayama |
| 2024    | Coco Yoshizawa | Liz Akama   | Rayssa Leal   |